# Prêmio Platino de Honra do Cinema Ibero-americano
O Prêmio Platino de Honra do Cinema Ibero-americano é um prêmio honorário concedido anualmente nos Prêmios Platino, apresentado pela Entidad de Gestión de Derechos de los Productores Audiovisuales (EGEDA) e pela Federación Iberoamericana de Productores Cinematográficos y Audiovisuales (FIPCA). O prêmio é concedido para reconhecer a trajetória profissional de uma pessoa ligada ao campo do cinema, das artes e da cultura ibero-americana.
Foi apresentado pela primeira vez em 2014 na primeira edição da premiação, sendo a atriz brasileira Sônia Braga a primeira a receber o prêmio. Até 2023, foram dez homenageados, todos atores.

## Vencedores
| Ano  | Imagem | Destinatário       | Nacionalidade  | Ocupação                          | Ref.   |
| ---- | ------ | ------------------ | -------------- | --------------------------------- | ------ |
| 2014 |        | Sônia Braga        | Brasil         | Atriz                             | [ 3 ]  |
| 2015 |        | Antonio Banderas   | Espanha        | Ator, diretor, cantor, produtor   | [ 4 ]  |
| 2016 |        | Ricardo Darín      | Argentina      | Ator, diretor, produtor           | [ 5 ]  |
| 2017 |        | Edward James Olmos | Estados Unidos | Ator, diretor, produtor, ativista | [ 6 ]  |
| 2018 |        | Adriana Barraza    | Mexico         | Atriz, diretora                   | [ 7 ]  |
| 2019 |        | Raphael            | Espanha        | Cantor, ator                      | [ 8 ]  |
| 2020 |        | José Sacristán     | Espanha        | Ator                              | [ 9 ]  |
| 2021 |        | Diego Luna         | México         | Ator                              | [ 10 ] |
| 2022 |        | Carmen Maura       | Espanha        | Atriz                             | [ 11 ] |
| 2023 |        | Benicio del Toro   | Porto Rico     | Ator                              | [ 12 ] |